# フクロノリ
フクロノリ（袋海苔、学名：Colpomenia sinuosa）は、カヤモノリ科に属する褐藻類の一種。
一文字違いで似て非なるものとして、食用のフクロフノリGloiopeltis furcataがあるが、こちらは紅藻植物門スギノリ目フノリ科に属するまったくの別種である。

## 分布・環境
日本各地の潮間帯下部から潮下帯に周年みられる。タイドプールや波の穏やかな場所にみられる場合もある。場所や季節によっては海底がみえなくなるほど群生をなすこともしばしば。他の海藻体上に生育する場合もある。
静岡県の伊豆半島北部の内浦沿岸にはイシサンゴ目のエダミドリイシを主とする造礁サンゴ群集が形成されており、本種はその群集内に密生する。こうしたサンゴ群集に大型海藻が繁茂することは熱帯海域ではほとんどみられず、高緯度海域における特徴の一つとされている。

## 形態
大きさは直径５～20cm程度。名のとおり薄い膜状の袋構造で凸凹した球形となる。海水中ではこの袋構造内に気体がたまっている様子が観察できる。色は黄褐色や褐色で艶はない。手触りは硬いが脆くて破れやすい。見た目からネバリモLeathesia difformisに似るが、粘り気がない点で経験的に本種と区別できる。また、切片観察を伴うとその体構造の明確な違いから正確な判別が可能。

## 分類
近縁種であるウスカワフクロノリC. peregrinaやC. claytoniaeとの外見上の明確な区別は困難とされ、切片観察をもってしても生殖器官の観察などを経なければならないとされる。

## その他

### 食品添加物としての誤解
巷で広まる食品添加物のうち「フクロノリ抽出物（Fukuronori extract）」と呼ばれるものがあるが、これは紅藻類フノリ科のフクロフノリG. furcataという別種から抽出されたもの（多糖類フノラン）を指しており、褐藻類の本種とはまったく関係がない。